# عزيزة الطائي
عزيزة الطائية (1968)؛ شاعرة وكاتبة وباحثة أكاديمية عمانية، مهتمة بأدب الطفل وثقافته. حازت جائزة الشارقة لإبداعات المرأة الخليجية في دورتها الثانية 2018 - 2019م  دعمًا لمبدعات الخليج العربي.

## نبذة
عزيزة هي ابنة الأديب والمناضل ضد الاستعمار البريطاني عبد الله الطائي، واخت لميس الطائية، حصلت بعد اكمالها المرحلة الثانوية على بكالوريوس في الأدب العربي - تخصص رئيس، تاريخ - تخصص فرعي، من الجامعة الأردنية في العام 1990، وبعد سنتين حصلت على دبلوم تأهيل تربوي من الجامعة نفسها، وفي العام 1994 حصلت على دبلوم إشراف تربوي من كلية التربية للمعلمين بـمسقط. أكملت الماجستير في جامعة السلطان قابوس في مجال النقد الأدبي الحديث (2003)، وفي 2015  حصلت على دكتوراه في التخصص نفسه، كما حصلت على شهادتين تعمق في البحث العلمي في العامين 2017 و2019 من جامعة تونس الأولى.
في بداية حياتها العملية تدرجت في المجال التربوي بوزارة التربية والتعليم في مسقط، وعمِلت كمحاضرة خارج الدوام الرسمي بجامعة السلطان قابوس والجامعة العربية المفتوحة. شاركت وأشرفت على إعداد المناهج وتقويمها وإعداد الخطط والبرامج لتدريب معلمي اللغة العربية وشاركت في تدريس وبناء مناهج اللغة العربية لغير الناطقين بها، وترأست العديد من اللجان في وزارة التربية والتعليم، والعديد من لجان تحكيم النصوص الإبداعية داخل السلطنة وخارجها. كما انها شاركت في إعداد مصفوفة المدى والتتابع في اللغة العربية لمكتب التربية العربي لدول مجلس التعاون. وأسست لجنة تطوير الأدباء اللغوي بوزارة التربية والتعليم، وترأستها لسنوات. وأيضاً شاركت في تحكيم مجموعة من الجوائز، على رأسها جائزة السلطان قابوس في دورتها الرابعة عن أدب الطفل. كما انها عضو هيئة تحرير في مجلة عيون السرد، وهي مجلة نصف سنوية محكمة متخصصة في السرد تابعة لجامعة عبد الملك السعدي، تطوان/المغرب.

## مؤلفاتها
للطائي العديد من المؤلفات في النقد والإبداع منها:
- صقربن سلطان القاسمي (دراسة نقدية)
- ثقافة الطفل بين الهوية والعولمة
- أرض الغياب (رواية)
- أصابع مريم (رواية) [11][12]
- ظلال العزلة (قصص)
- موج خارج البحر (قصص)
- مهارات التواصل الوظيفي في اللغة العربية
- خذ بيدي فقد رحل الخريف[13]
- الذّات في مرآة الكتابة
- الخطاب السردي العماني [14]
- السرد في قصيدة النثر العمانية: أشكاله ووظائفه [15][16]
- نجمة الليل الأخيرة[5]

## الجوائز
فازت الطائي بجائزة «الشارقة لإبداعات المرأة الخليجية» في دورتها الثانية 2018-2019 في مجال الشعر، وجاء هذا الفوز عن ديوان «خذ بيدي.. فقد رحل الخريف» وهو عبارة عن قصيدة تتكون من 30 مقطعا مُوزعة على 72 صفحة.

## وصلات خارجية
- عزيزة الطائي: الأدب الخليجي أصبح أكثر وعياً بالواقع وتفاعلاً مع القضايا الإنسانية
- العمانية عزيزة الطائي لـ«العين الإخبارية»: المرأة الخليجية تمتلك سلاح الإبداع
- عزيزة الطائي: النقد واحد لا هو غربي ولا عربي